# Zimna Wojna 1945–1989
Zimna Wojna 1945–1989 (ang. Twilight Struggle) – dwuosobowa gra strategiczna wydana przez GMT Games w 2005 według projektu Ananda Gupta oraz Jasona Matthewsa. Druga edycja gry (ang. Deluxe Edition) została wydana w 2009, a jej polska wersja została przygotowana i wydana w 2012 przez wydawnictwo Bard. Gra opiera swoją rozgrywkę na relacjach pomiędzy dwoma supermocarstwami ZSRR i USA w okresie zimnej wojny.

## Mechanika i zasady gry
Podstawowymi elementami gry są karty oraz plansza. Każda z kart posiada swoją wartość punktów operacji (PO) oraz wydarzenie, które może być związane z USA, ZSRR lub obydwoma supermocarstwami (np. „Interwencja ONZ”). Plansza przedstawia mapę świata składającą się z sześciu regionów: Europy (podział na Europę Zachodnią i Europę Wschodnią), Azji (wewnętrzny podregion Azja Południowo-Wschodnia), Bliskiego Wschodu, Ameryki Środkowej, Ameryki Południowej i Afryki. Każdy region posiada państwa strategiczne (posiadają specjalne zasady dotyczące punktowania) oraz państwa zwykłe, dla których gracze będą przydzielać swoje punkty wpływów, przeprowadzać zmiany sojuszów oraz dokonywać przewrotów. Każde państwo ma swój poziom stabilizacji, który określa minimalną różnicę w punktach wpływu pomiędzy poszczególnymi supermocarstwami w celu uzyskania kontroli nad takim krajem. Tym samym gracz, który posiada więcej punktów wpływu od przeciwnika, a różnica ta jest większa bądź równa wartości stabilizacji, kontroluje dany kraj.

### Długość rozgrywki
Gra składa się z 10 tur odpowiadających kilkuletniemu okresowi w latach 1945–1989. Każda tura z kolei składa się z 7 lub 8 rund (odpowiednio dobiera się 8 lub 9 kart na ręce). W czasie 3 pierwszych tur gracze używają kart oznaczonych „Początek Wojny”, w 4 turze do stosu kart dobieranych dodawane są karty oznaczone jako „Apogeum Wojny” (liczba rund zwiększa się do 8), natomiast w 8 turze w podobny sposób do gry dołącza się karty „Schyłek Wojny”.

### Wydarzenia dekady oraz karty wydarzeń
Poszczególne tury rozpoczynają się od wydarzenia dekady. Każdy z graczy wybiera stosowną kartę po czym realizowane są zapisane na nich wydarzenia (np. „Plan Marshalla – dodaj po jednym punkcie wpływów w dowolnych siedmiu państwach Europy Zachodniej, niekontrolowanych przez ZSRR”). Następnie gracze na przemian zagrywają karty, aż do zakończenia tury. Karty związane z supermocarstwem gracza aktywnego oraz karty neutralne mogą zostać zagrane jako wydarzenie lub operacje, natomiast karty związane z supermocarstwem przeciwnika gracza aktywnego są zagrywane jako wydarzenie i operacje jednocześnie. Wydarzenia pozwalają graczom na różne akcje np. karta „Zwrot Kanału Panamskiego” zawiera wydarzenie o treści „Dodaj po jednym punkcie wpływu USA w Panamie, Wenezueli oraz Kostaryce”. Część wydarzeń na kartach jest jednorazowa. Oznacza to, że w przypadku realizacji takiego wydarzenia, karta nie może już ponownie znaleźć się w grze (np. „Utworzenie Układu Warszawskiego” lub „Atak na ambasadę w Teheranie”). Karty takie są oznaczone asteryskiem.
Zagrywając kartę jako operację możemy wykorzystać jej PO do:
- umieszczenia znaczników wpływów w poszczególnych państwach na planszy
- zmiany sojuszów próbując pomniejszyć wpływy przeciwnika w danych kraju
- przewrotów gdzie oprócz pomniejszenia wpływów przeciwnika możemy zyskać własne wpływy w kraju, który jest celem

Dodatkowo gracze mogą poświęcać karty z odpowiednią wartością PO na potrzeby wyścigu kosmicznego, w którym zyskują specjalne zdolności przy osiągnięciu odpowiedniego pola (np. gracz który pierwszy osiągnie pole „człowiek na orbicie” zmusza przeciwnika do wybrania i odsłonięcia karty w fazie wydarzenia dekady zanim sam dokona wyboru). Chiny w grze pokazane są w sposób abstrakcyjny przez kartę „Chiny”. Jest to karta, która po zagraniu przekazywana jest przeciwnikowi – podczas kolejnej tury będzie można ją ponownie wykorzystać. Na zakończenie każdej tury, graczowi na ręce może pozostać pewna liczba kart, nie może to być jednak żadna z kart punktujących (muszą odpowiednio wcześniej zostać zagrane).

### Karty punktujące oraz działania militarne
Oprócz zwykłych kart, gracze mogą zagrywać karty punktujące (np. „Kulminacja Napięć w Europie”, „Kulminacja Napięć na Bliskim Wschodzie” itd.). W sytuacji pojawienia się takiej karty gracze punktują się nawzajem według wpływów w danym regionie i przydzielają odpowiednią liczbę punktów zwycięstwa.
Gracze tocząc działania militarne takie jak przewroty w państwach strategicznych lub zagrywając wydarzenie o odpowiedniej treści (np. Kryzys kubański) obniżają poziom DEFCON uniemożliwiając tym samym dokonywanie przewrotów lub zmian sojuszy w poszczególnych regionach. Ponadto każdy gracz musi wykonać odpowiednią liczbę działań militarnych, która jest równa aktualnemu poziomowi DEFCON, w sytuacji kiedy nie jest w stanie tego zrobić przeciwnik otrzymuje odpowiednią liczbę punktów zwycięstwa.
Jeśli tekst na karcie zaprzecza regułom z instrukcji przyjmuje się, że zapis na karcie zastępuje podstawowe zasady.

### Warunki zwycięstwa
Gracz zwycięża natychmiastowo w momencie kiedy zostanie spełniony chociaż jeden z poniższych warunków:
- osiągnięcie 20 punktów zwycięstwa
- kontrola Europy w momencie zagrania karty „Kulminacja Napięć w Europie”
- obniżenie przez przeciwnika poziomu DEFCON do 1, co wywołuje tym samym wojnę nuklearną
- zatrzymanie na ręce przez przeciwnika do następnej tury jakiejkolwiek karty punktującej

Jeśli żaden z graczy nie osiągnie natychmiastowego zwycięstwa to po zakończeniu 10 tury każdy gracz podlicza odpowiednie regiony tak jakby została zagrana karta punktująca. Zwycięża gracz, który po zsumowaniu wszystkich punktów ma ich więcej niż przeciwnik.

## Zawartość pudełka z grą
W skład pudełka wchodzą:
- plansza przedstawiająca mapę świata
- podkładka na karty
- 2 arkusze ze znacznikami
- instrukcja
- 2 karty pomocy gracza
- 2 sześcienne kostki

## Wyróżnienia i nagrody
- Nagroda „CSR Awards” w 2005 w kategorii „Najlepsza Gra Planszowa Ery Nowoczesnej”[1]
- Nagroda „James F. Dunningan Award”[1]
- Nagroda „Golden Geek Award” w 2006 do kategorii „Najlepsza 2-osobowa Gra Planszowa”[2]
- Nagroda „Golden Geek Award” w 2006 do kategorii „Najlepsza Gra Wojenna”[2]
- Nagroda „International Gamers Awards” w 2006 w kategorii „Gra Strategiczna dla Dwóch Graczy”[3]
- Nagroda „2011 Lucca Games Best in Show” w 2011 w kategorii „Najlepsza Gra Planszowa dla Ekspertów”[4]
- Nagroda „Ludoteca Ideale” w 2012[5]